# José Salgueiro
José Salgueiro é um percussionista, baterista e trompetista português.

## Biografia
José Salgueiro estudou na Academia de Amadores de Música, Conservatório Nacional e Hot Clube de Portugal.
Em 1988 estudou teoria da improvisação (bateria e trompete) no Tallers de Musics em Barcelona. Estudou também com, entre outros, Max Roach, Billy Hart, Ron Maclure, David Liebman, Richard Beirach, Paulo Motian.
Esteve com o agrupamento Trovante entre 1983 e 1991. Tocou e gravou com nomes como Sérgio Godinho, Zeca Afonso, José Mário Branco, Rui Veloso, Resistência, Pedro Burmester, Camané, Vitorino Salomé, Janita Salomé, Mário Delgado, Filipa Pais e Pedro Jóia.
Fez várias digressões internacionais com Maria João, Mário Laginha, Carlos Bica e José Peixoto. Integrou ainda o grupo Cal Viva.
Participou em projectos de Gaiteiros de Lisboa, Bernardo Sassetti, Carlos Barretto, João Paulo Esteves da Silva, Paulo Ribeiro, António Pinho Vargas, Perico Sumbeat, Carlos Martins, Carlos Bica, José Peixoto, Carlos Zíngaro, Rui Júnior ou do duo Maria João e Mário Laginha.
É um dos co-fundadores do projecto Tim Tim Por Tim Tum e produtor de vários trabalhos musicais, abrangendo áreas diversas como a pop, o jazz, a música tradicional ou infantil.
Em 1998 concebeu, a partir de um convite da Expo’98, o espectáculo "Adufe", apresentado em Portugal e no estrangeiro.
Em Março de 2001, integrou o Quinteto de Wayne Shorter, num espectáculo integrado na programação de Jazz do Porto 2001 – Capital Europeia da Cultura.
Em 2008, retoma o projecto ADUF, em parceria com José Peixoto e Maria Berasarte, com um registo áudio editado em 2010 pela editora Adufmusica da qual é fundador. Em 2008 foi homenageado com uma estrela no Muro da Fama - Nirvana Studios.
Toca actualmente com Lokomotiv de Carlos Barretto e El Fad de José Peixoto.

## Discografia
Com Trovante
- «Cais da Colina» (EMI, 1983)
- «84» (EMI, 1984)
- «Sepes» (EMI, 1986)
- «Terra Firme» (EMI, 1987)
- «Ao Vivo no Campo Pequeno» (EMI, 1988)
- «Um Destes Dias» (EMI, 1990)
- «Saudades do Futuro» - compilação (EMI, 1991)
- «Uma Noite Só - Ao Vivo No Pavilhão Atlântico» (ao vivo; concerto de reunião) (EMI, 1999)

Com Gaiteiros de Lisboa
- «Invasões Bárbaras» (Farol, 1995)
- «Bocas do Inferno» (Farol, 1997)
- «Dançachamas» (Farol, 2000)
- «Macaréu» (Adufmusica, 2002)

Com Tim Tim Por Tim Tum
- «Diálogos De Bateria / Drums Dialogues» (Farol, 1997)

Com ADUF
- Aduf (Adufmusica, 2010)

Outros
- «Sem fim» - João Paulo Esteves da Silva (Farol, 1995)
- «Sol» - Maria João & Cal Viva (Enja Records, 1991)
- «Espaços» - Shish (Tejo, 1987)
- «Azuldesejo» - Romanças (Luminária-Música, 1994)
- «Suite da Terra» - Suite da Terra (BAB, 1998)
- «Real Companhia» - Real Companhia (Profissom, 1997)